# Claude Buffier
‎Claude Buffier, francoski filozof, jezuit, zgodovinar in pedagog, * 25. maj 1661, † 17. maj 1737.